# Mal de Espanha
Mal de Espanha é um filme de curta-metragem, mudo e a preto e branco português, realizado por José Leitão de Barros e protagonizado por Beatriz Viana, Joaquim Costa, José Azambuja, Laura Costa e Sofia Santos. Estreou-se em Portugal a 28 de setembro de 1918.

## Elenco
- Beatriz Viana como Judith
- Joaquim Costa como Abúndio
- José Azambuja como Mário Cabral
- Laura Costa como Lola
- Sofia Santos como Atanásia